# Revazi Zintiridis
Revazi Zintiridis –en griego, Ρεβάζι Ζιντιρίδης– (1 de octubre de 1985) es un deportista griego que compitió en judo. Ganó una medalla de plata en el Campeonato Europeo de Judo de 2004, en la categoría de –60 kg.

## Palmarés internacional
| Campeonato Europeo | Campeonato Europeo | Campeonato Europeo | Campeonato Europeo |
| Año                | Lugar              | Medalla            | Categoría          |
| ------------------ | ------------------ | ------------------ | ------------------ |
| 2004               | Bucarest (Rumania) | Medalla de plata   | –60 kg             |